# Helioscarta
Helioscarta is een geslacht van halfvleugeligen uit de familie schuimcicaden (Cercopidae). De wetenschappelijke naam van dit geslacht is voor het eerst geldig gepubliceerd in 1956 door Lallemand.

## Soorten
Het geslacht Helioscarta  is monotypisch en omvat slechts de volgende soort:
- Helioscarta circumducta Lallemand, 1956